# Monelytrum
Monelytrum Hack. ex Schinz é um género botânico pertencente à família Poaceae.